# 健康経営優良法人
健康経営優良法人（けんこうけいえいゆうりょうほうじん）は、経済産業省の健康経営優良法人認定制度により顕彰される優良な健康経営を実践している大企業や中小企業等の法人である。

## 概要
健康経営優良法人認定制度は、日本健康会議により認定される。健康経営に取り組む優良な法人（いわゆるホワイト企業）の「見える化」を行う制度である。
健康経営優良法人は、規模の大きい企業や医療法人等を対象とした「大規模法人部門」と、中小規模の企業や医療法人等を対象とした「中小規模法人部門」の2つの部門で構成される。大規模法人部門のうち上位500社は「ホワイト500」とされる。また、「健康経営優良法人2021」からは中小規模法人部門のうち上位500社を「ブライト500」とする。

## 実績
- 「健康経営優良法人2017」：大規模法人部門（ホワイト500）235社、中小規模法人部門95社[1]
- 「健康経営優良法人2018」：大規模法人部門（ホワイト500）539社[2]、中小規模法人部門775社[3]
- 「健康経営優良法人2019」：大規模法人部門813社[4]、中小規模法人部門2,501社[5]
- 「健康経営優良法人2020」：大規模法人部門1,476社（「ホワイト500」498社、その他978社）[6]、中小規模法人部門4,815社[7]